# Marcus Loew

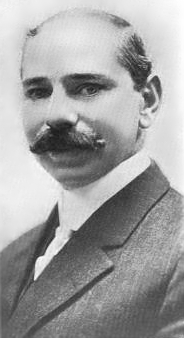
Marcus Loew 1910

Marcus Loew (* 7. Mai 1870 in New York City; † 5. September 1927 in Glen Cove, Long Island) war ein amerikanischer Geschäftsmann und Pionier der Filmindustrie, der Loew’s, Inc. und Metro-Goldwyn-Mayer (MGM) gründete.
Als Sohn einer armen, jüdischen, aus Österreich stammenden New Yorker Familie war er durch die Umstände gezwungen, früh zu arbeiten und die Schule im Alter von neun Jahren zu verlassen, wodurch er wenig formelle Bildung hatte. Trotzdem stieg er mit einem kleinen Investment, zusammengespart durch einfache Tätigkeiten, beispielsweise als Zeitungsverkäufer und als Arbeiter in der Pelzherstellung, ins Penny-Arcade-Geschäft ein. Bald kaufte Loew in Partnerschaft mit anderen, einer davon war Adolph Zukor, ein Nickelodeon Filmtheater und machte im Laufe der Zeit Loew’s Theatres zur größten Kino-Kette der Vereinigten Staaten.
1920 kaufte er die Metro Pictures Corporation und 1924 die Goldwyn Picture Corporation und fusionierte diese zu Metro-Goldwyn-Mayer (MGM).
Obwohl sofort erfolgreich, erlebte Marcus Loew nicht mehr, was für ein bedeutendes Unternehmen MGM wurde; er starb drei Jahre später im Alter von 57 Jahren in Glen Cove auf Long Island an einem Herzinfarkt. Er wurde auf dem Maimonides-Friedhof in Brooklyn beerdigt.
Für seinen bedeutenden Beitrag zur Entwicklung der Filmindustrie erhielt Marcus Loew einen Stern auf dem Hollywood Walk of Fame. Bis heute ist sein Name in den Vereinigten Staaten ein Synonym für Filmtheater.